# 河原まり子
河原 まり子（かわはら - こ、1948年 - ）は、日本の絵本作家、イラストレーター。

## 来歴
- 石川県金沢市出身。
- 低年齢層向けの書籍では「かわはら まりこ」とひらがな名を用いることがある[1]。
- 絵本作家以前は東京でグラフィックデザイナーをしていたことがある。
- ペットに「マリア」という名前の犬と「サンタ」という名前の猫がいる[2]。
- 2009年10月24日放送の、番組としてのNHKアーカイブス■NHKスペシャル「愛する命を送るとき　～ある夫婦のホスピス絵日記～」 [3]の放送内において、ホスピスにお見舞いにやって来る子供たち向けに、そのホスピスで夫を亡くした妻がホスピスに持参した絵本の中に「はじめてのおわかれ」が画面上に表示された[4]。

## 作品リスト

### 絵本
- こと くつ ぽと であいのえほん

河原まり子（絵）、川崎幾恵（文）
出版社：コーキ出版 (1979/10)
- そめごろうと からす（至光社国際版絵本）

河原まり子（絵）、藤田圭雄（文）
出版社：至光社 (1989/06/01)　ISBN 9784783401841
- 犬から学ぶ心のレッスン

河原まり子、利岡裕子（共著）
出版社：講談社 (1993/11)　ISBN 9784062067720
- 犬とつきあう本

河原まり子、利岡裕子（共著）
出版社：偕成社 (1994/12)　ISBN 9784036348206
- 犬たちがくれたおくりもの

河原まり子、利岡裕子（共著）
出版社：講談社 (1996/02/28)　ISBN 9784062080309
- 猫とつきあう本

河原まり子、利岡裕子（共著）
出版社：偕成社 (1997/06)　ISBN 9784036348503
- 犬の心の相談室―犬も人も幸福になろう

利岡裕子（著）、河原まり子（絵）
出版社：主婦の友社 (1997/09)　ISBN 9784072224045
- さようなら、ありがとう、ぼくの友だち―ペットを失ったあなたへ（いのちのえほん）

河原まり子、利岡裕子（共著）
出版社：岩崎書店 (1998/06)　ISBN 9784265006151
- とにかくさけんでにげるんだ―わるい人から身をまもる本（いのちのえほん）

ベティー ボガホールド（作）、安藤由紀（訳）、河原まり子（絵）
出版社：岩崎書店 (1999/01)　ISBN 9784265006168
- 犬と話そう―犬とつきあう本〈Part2〉（「つきあう本」シリーズ）

河原まり子、利岡裕子（共著）
出版社：偕成社 (1999/09)　ISBN 9784036348800
- 天国からやってきたねこ（えほん・ハートランド）

河原まり子（著）
出版社：岩崎書店 (2000/04)　ISBN 9784265034574
- なかまって さいこうさ（至光社国際版絵本）

河原まり子（著）
出版社：至光社 (2000/6/1)　ISBN 9784783402657
- ねこさんどうしてないてるの？

河原まり子（かわはらまりこ）（著）
出版社：小学館 (2000/11/10)　ISBN 9784097582038
- 子どもを幸せにする101の方法

ヴィッキーランスキー（作）、乃木りか（訳）、河原まり子（絵）
出版社：岩崎書店 (2001/03)　ISBN 9784265800957
- 子どもに愛をつたえる101の方法

ヴィッキーランスキー（作）、乃木りか（訳）、河原まり子（絵）
出版社：岩崎書店 (2001/04)　ISBN 9784265800964
- 犬から学ぶ心のレッスン（講談社文庫）

河原まり子、利岡裕子（共著）
出版社：講談社 (2001/08)　ISBN 9784062732383
- ねこふんじゃった―ふたりで弾くねこのピアノ曲集

永田栄一（編）、垣内磯子（詩）、河原まり子（絵）
出版社：ブロンズ新社 (2001/08)　ISBN 9784893092274
- すてきなママになる101の方法

ヴィッキーランスキー（作）、乃木りか（訳）、河原まり子（絵）
出版社：岩崎書店 (2001/10)　ISBN 9784265800995
- もしも、そばにいぬがいたら

河原まり子（著）
出版社：偕成社 (2002/3/1)　ISBN 9784034360408
- はじめてのおわかれ

河原まり子（著）
出版社：佼成出版社 (2003/05)　ISBN 9784333020119
- そらいろマフラー（おはなし・ひろば）

北川チハル（著）、河原まり子（絵）
出版社：岩崎書店 (2003/11)　ISBN 9784265062522
- しあわせな離婚

河原まり子（著）
出版社：白亜書房 (2004/02)　ISBN 9784891726751
- きらちゃんひらひら（おはなしだいすき）

北川チハル（著）、河原まり子（絵）
出版社：小峰書店 (2005/06)　ISBN 9784338192064
- わたしから、ありがとう。（レインボーえほん）

中島啓江（原案）、河原まり子（作・絵）
出版社：岩崎書店 (2006/10)　ISBN 9784265069729
- グルグル ぼくの だいじな おもいで

河原まり子（著）
出版社：偕成社 (2009/09)　ISBN 9784033316901

### エッセイ
- 子犬のワッハ

河原まり子（著）
出版社：講談社 (1999/11)　ISBN 9784062099394
- やっぱり犬が好き。

河原まり子（著）
出版社：PHP研究所 (2002/10)　ISBN 9784569624686